# 円智院
円智院（えんちいん、享保17年（1732年） - 宝暦11年2月24日（1761年3月30日））は、仙台藩6代藩主伊達宗村の側室。寛政の三奇人である林子平の姉。本名は静。通称は喜与の方。法号は円智院。「伊達略系」での父は林通明（従吾）。実は通明の兄、岡村良通（笠翁）の子。刈谷藩主土井利信の養嗣子土井利置と松江藩主松平治郷の正室となる方子の生母である。

## 経歴
実父の岡村良通（笠翁）と公式上の父である林通明（従吾）は兄弟で、稲葉氏一族の四門氏が改姓した岡村氏の出身である。祖父の就通は正徳5年(1715年)に幕臣から浪人となって、医者となった。通明の代で林に改姓したという。なお伊達吉村の側室・清凉院の実家である岡村氏との関係は不明である。
実父の岡村良通は除禄になって後に子女5人を通明に預けたという。
宗村の側室となり、寛延3年7月6日（1750年8月7日）に後の土井利置である藤六郎村全（むらたけ）を出生、その後に方子を出生する。宝暦11年2月24日（1761年3月30日）死去。享年30。墓所は大年寺。